# Торино
«Тори́но» (итал. Torino Football Club SpA) — итальянский профессиональный футбольный клуб из города Турин. Образован 3 декабря 1906 года. 7-кратный чемпион Италии. «Торино» считается одним из самых успешных клубов в стране, особенно за период 1942—1949 гг., когда он доминировал в Европе и завоевал 5 чемпионских титулов Серии А подряд. Пять раз клуб выигрывал Кубок Италии, последний раз — в 1993. Финалист Кубка УЕФА 1991/92. Обладатель Кубка Митропы 1991. В суммарном историческом рейтинге серии А «Торино» занимает 8-е место. Детская футбольная школа «Торино» считается одной из лучших футбольных школ в Италии.

## История

### Основание клуба и первые шаги
Впервые в Турине футбол появился в конце XIX века, благодаря промышленным рабочим из Швейцарии и Англии. К 1887 году в городе образовался старейший итальянский футбольный клуб под названием «Футбол & Крикет Клуб» (англ. Football & Cricket Club), а в 1889 возник «Нобили Торино» (англ. Nobili Torino). В 1891 году оба клуба объединились в «Интернационале Торино». В 1894 был основан клуб «Торинезе».
Футбол стал вытеснять итальянскую игру с мячом «паллоне», что привело к созданию новых футбольных команд таких как «Джиннастика Торино» и «Ювентус». 8 мая 1898 года «Интернационале Торино», «Торинезе» и «Джиннастика Торино», совместно с клубом из Генуи, в рамках международной выставки посвящённой пятидесятилетию Альбертинского статута, дали начало первому чемпионаты Италии по футболу.
3 декабря 1906 года несколько игроков из «Ювентуса» во главе с президентом Альфредом Диком открыли новый футбольный клуб под названием «Торино». Клуб основали на базе молодого «Интернационале», и «Торинезе». Первый официальный матч клуб провёл 16 декабря 1906 года с «Про Верчелли», где одержал победу со счётом 3:1. Первое туринское дерби с «Ювентусом» состоялось 13 января 1907 года в котором «Торино» победил со счётом 2:1. Месяц спустя «быки» снова обыграли принципиального соперника и получили право на выход в финальный раунд чемпионата, заняв в нём второе место после «Милана».
В чемпионате 1908 года «Торино» не смог принять участие из-за правила, ограничивающего количество иностранных игроков. Вместо этого клуб сыграл в двух других турнирах. В «Палла Дапплс» туринцы одержали победу над «Про Верчелли». В турнире, организованном местой газетой La Stampa «Торино» проиграл в финале швейцарскому клубу «Серветт»[5]. В 1915 году «Торино» имел шансы завоевать первый чемпионский титул. В конце чемпионата клуб отставал от «Дженоа» на два очка. Однако, турнир был прерван из-за начала Первой мировой войны.

### Первое скудетто

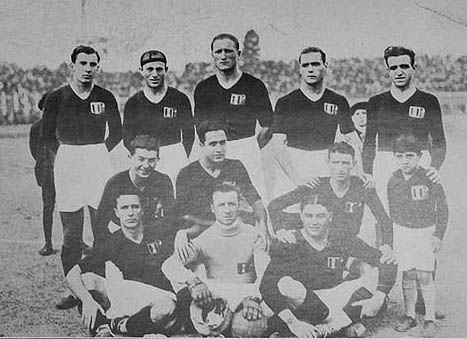
«Торино» во время тура в Аргентине в 1929 году

В 1923 году к «Торино» присоединился нападающий Генрих Шёнфельд и стал лучшим бомбардиром Серии A в сезоне 1923/24, забив 22 гола в 20 матчах. Первых успехов клуб добился под председательством графа Энрико Мароне Кинзано, который отвечал за строительство стадиона «Филадельфия». Благодаря атакующей связке из Хулио Либонатти, Адольфо Балончери и Джино Россетти «Торино» впервые одержал победу в чемпионате в 1927 году после победы над «Болоньей». Однако, 3 ноября 1927 титул был аннулирован из-за судебного процесса, получившего название «Дело Аллеманди». 22 июля 1928 года «Торино» вновь стал чемпионом Италии, завершив игру с «Миланом» со счётом 2:2.
После отставки Кинзано в начале 1930-х клуб не достигал больших успехов и часто финишировал в середине турнирной таблицы. В сезоне 1935/36 «Торино» удалось одержать первую победу в Кубке Италии и завершить чемпионат на третьем месте. В 1939 году клуб занял второе место в Серии A под руководством Эрнё Эрбштейна. В сезоне 1939/40 новым президентом клуба стал Ферруччо Ново. Благодаря ценному вкладу тренерского штаба в лице Антонио Янни, Эллена Джачинто и Марио Спероне удалось построить команду известную как «Гранде Торино».

### Гранде Торино

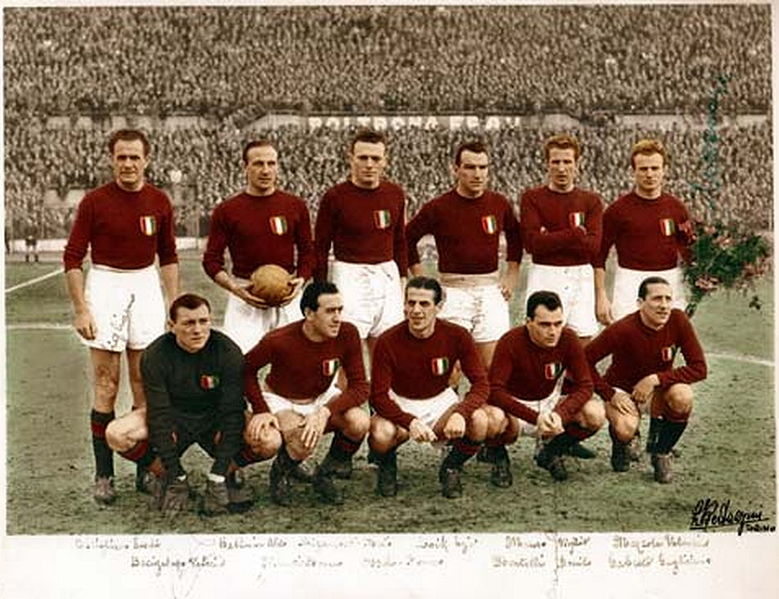
Состав «Гранде Торино» в сезоне 1948/49

Самый успешный период клуба связан с «Гранде Торино». Команда выиграла пять титулов подряд в период с 1942 по 1949 годы, а также Кубок Италии в 1943. «Торино» стал первой итальянской командой завоевавших два главных титула страны в одном сезоне. Игроки клуба составляли основной костяк сборной Италии, выставив однажды десять игроков клуба в международной игре. Капитаном и лидером команды был Валентино Маццола, сыновья которого, Сандро и Ферруччо, также стали профессиональными футболистами.
4 мая 1949 года самолёт Fiat G.212, на борту которого находилась вся команда, врезался в подпорную стену базилики Суперга в Турине. Причиной крушения стал густой туман и дезориентация из-за неисправного оборудования. Команда возвращалась из Лиссабона после товарищеского матча с «Бенфикой». Помимо всей команды и резервных игроков, катастрофа унесла жизни тренеров Эрнё Эрбштейна и Лесли Ливсли, двух официальных лиц клуба, клубного массажиста, трёх журналистов и четырёх членов экипажа.

### Спад и новые победы
После авиакатастрофы настали трудные годы. Медленный спад привёл к первому понижению в Серию B в сезоне 1958/59. После одного сезона «Торино» вернулся в высшую лигу в 1960 году. В 1963 президентом клуба стал Орфео Пианелли. Он назначил Нерео Рокко главным тренером и привёл в команду Луиджи Мерони, ставшего впоследствии иконой клуба. В сезоне 1964/65 клуб завершил сезон на третьей строчке турнирной таблицы.
15 октября 1967 года Мерони был сбит автомобилем при переходе одной из улиц в центре Турина. От полученных травм футболист скончался в больнице. В том сезоне «Торино» закончил чемпионат на седьмом месте и одержал победу в Кубке Италии. В 1971 году Кубок страны снова был выигран туринцами.
В сезоне 1971/72 «Торино» занял третье место, уступив «Ювентусу» одно очко и «Милану» по разнице мячей. Седьмую победу в Серии А клуб одержал в сезоне 1975/76, благодаря трём подряд поражениям «Ювентуса». В последнем туре «Торино» имел преимущество в одно очко и принимал «Чезену» на своём стадионе. Матч завершился ничейным счётом, а «Ювентус», в свою очередь, проиграл «Перудже». Титул был завоёван с преимуществом в два очка над «Ювентусом», спустя 27 лет после авиакатастрофы.
В сезоне 1976/77 гонка за титул между двумя принципиальными соперниками завершилась отставанием «Торино» в одно очко. В 1978 году клуб финишировал третьим, уступив второе месте клубу «Виченца» по разнице забитых мячей. В последующие годы, оставаясь одной из лучших команд в Серии А, команде не удавалась достичь результатов, за исключением второго места в сезоне 1984/85.

### Европейский турнир и банкротство
В конце сезона 1988/89 «Торино» второй раз в своей истории вылетел из первой лиги. В 1989/90 клуб вернулся в Серию А и квалифицировался в Кубок УЕФА под руководством Эмилиано Мондонико. В следующем году «Торино» обыграл «Реал Мадрид» в полуфинале европейского кубка, но потерпел поражение в финальной игре с «Аяксом».
В сезоне 1992/93 «Торино» выиграл свой пятый Кубок Италии, обыграв «Рому». Для клуба начался период экономических трудностей. Клуб несколько раз менял президента и тренерский состав, но результаты оставляли желать лучшего. В конце сезона 1995/96 «Торино» в третий раз стал участником Серии Б.
В период с 1997 по 2001 годы клуб то возвращался в высшую лигу, то снова покидал её. В сезоне 2002/03 принимал участие в Кубке Интертото, где обыграл австрийский «Брегенц», но позже выбыл из турнира, проиграв испанскому «Вильярреалу». В чемпионате «Торино» показал худшие результаты и выбыл в Серию B. Под руководством Ренато Дзаккарелли «Торино» заслужил повышение и должен был вернуться в высшую лигу, но клубу было отказано из-за накопившихся долгов. 9 августа 2005 года клуб объявил о банкротстве. 16 августа итальянская федерация футбола приняла предложение о создании новой профессиональной организации, созданной группой бизнесменов во главе с Пьерлуиджи Маренго. Клуб получил право на регистрацию в Серии B, а также присвоение титулов футбольного клуба «Торино». Место президента занял Урбано Каиро.
В первом же сезоне «Торино» добился повышения в Серию A. Спустя три сезона борьбы за выживание в высшей лиге, клуб снова опустился Серию B. В сезоне 2009/10 новым спортивным директором был назначен Джанлука Петраки, но команде не удалось получить повышение ни в этом сезоне, ни в следующем.

### Возвращение в Европу
6 июня 2011 года Джан Пьеро Вентура был назначен на должность нового главного тренера команды. К концу сезона, в предпоследней игре с «Моденой», «быки» гарантировали себе возвращение в первую лигу. По итогам сезона 2013/14 «Торино» занял седьмую строчку чемпионата и квалифицировался в Лигу Европы УЕФА. Новыми звёздами команды стали Алессио Черчи и Чиро Иммобиле, который получил награду лучшего бомбардира Серии A.
В сезоне 2014/15 «Торино» дошёл до 1/8 Лиги Европы, где проиграл российскому «Зениту». В лиге клуб финишировал девятым и одержал первую за 20 лет победу в дерби. В сезон 2015/16 команда заняла двенадцатую строчку, а Джан Пьеро Вентура покинул клуб спустя пять лет. На смену ему пришёл Синиша Михайлович и привёл «быков» к девятой строчке в таблице к концу 2017 года. В январе его сменил Вальтер Мадзарри, который также закончил сезон 2017/18 на девятой позиции. В следующем году «Торино» финишировал на седьмом месте и вернулся в Лигу Европы УЕФА. Однако квалифицироваться в групповой этап туринцам не удалось из-за поражения от английского «Вулверхэмптон Уондерерс». В Серии А 2020/21 «Торино» едва сохранил место в лиге, заняв 17 место.
В мае 2021 года пост главного тренера занял Иван Юрич, который приводил «Торино» на 10 строчку турнирной таблицы в сезона 2021/22 и 2022/23.

## Традиции клуба
Традиционная форма клуба — гранатовые футболки, белые шорты и чёрные гетры. На гербе клуба изображён бык. Прозвища: «гранатовые» или «быки».

## Болельщики, друзья и соперники

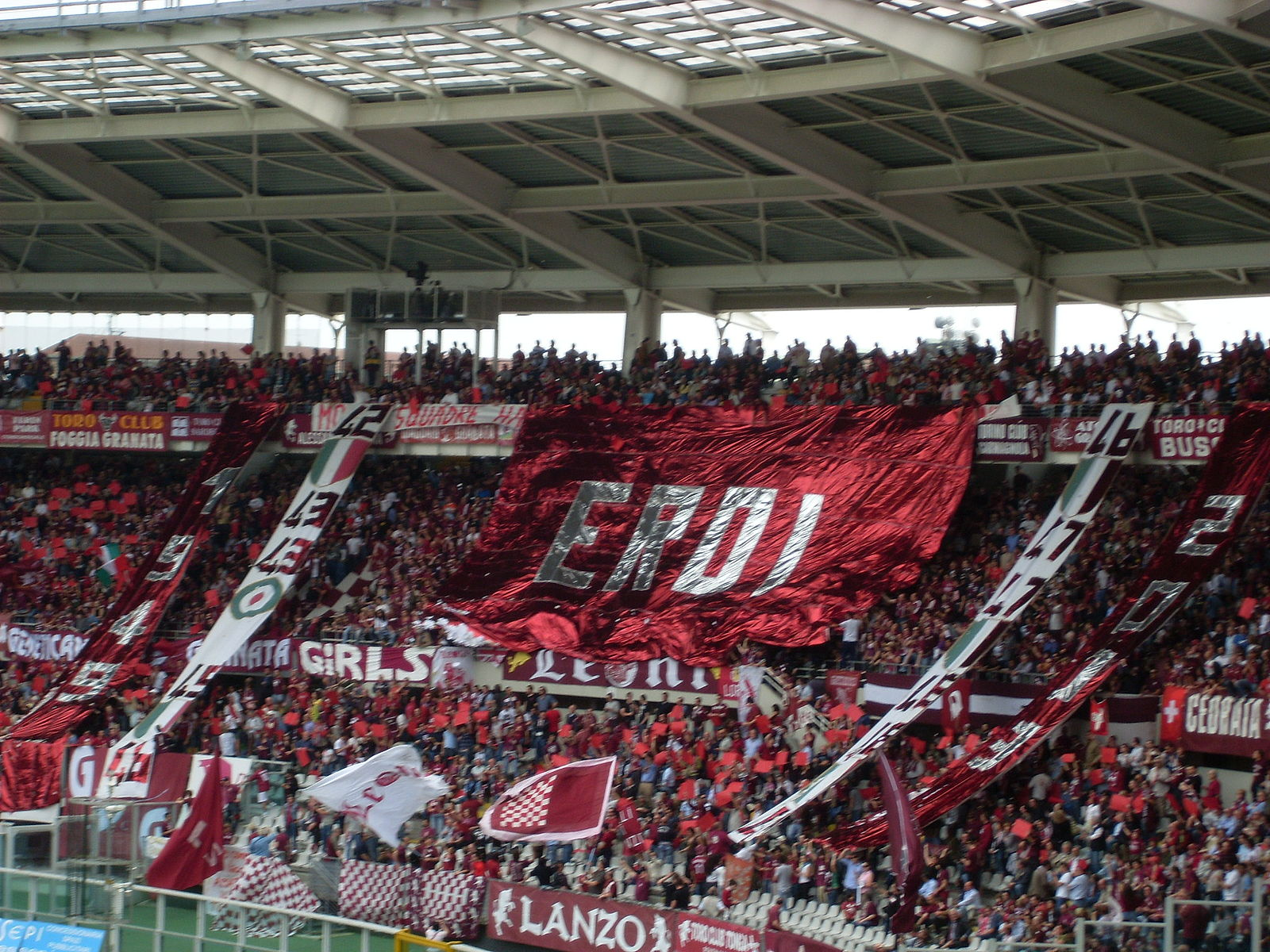
Болельщики «Торино», 2010 год

Болельщики Торино объединены в несколько группировок, первая из которых стала появившаяся в 1951 году Fedelissimi Granata. Фанаты также изготовили первый клубный баннер на Стадио Филадельфиа, а в 1961 году совершили первое в истории итальянского футбола гостевое турне на самолёте для поддержки команды в игре с «Ромой». Известный болельщик-трубач Оресте Болмида, болевший за клуб на этом стадионе, был запечатлён в кинофильме Теперь и навсегда. В 1970-х гг. фанаты начали организовывать первые в истории клуба choreographies, которая в следующем десятилетии неожиданно использовалась в рекламе французского автомобильного концерна Renault. В 1979 году curva Maratona получило награду французского журнала Onze Mondial за «самое прекрасное выступление в Европе»; изображение этой секции стадиона 21 декабря попала на обложку журнала France Football.
Братские отношения существуют между болельщиками «Торино» и «Фиорентины», зародившиеся в начале 1970-х гг. на фоне общего негативного отношения к «Ювентусу» и реакции лилий на трагедию 1949 года. Болельщики «Торино» также пребывают в хороших отношениях с curva nord «Алессандрии» и curva sud «Ночерины».
В 1914 году «Торино» первой из итальянских команд сыграл в Южной Америке шесть дружеских встреч, две из которых были с бразильским «Коринтианс», с которым в дальнейшем были установлены дружеские отношения. 8 мая 1949 года бразильские игроки почтили память Grande Torino, сыграв в официальном матче против «Португезы» в футболках гранатового цвета.
Аргентинская команда «Ривер Плейт» исторически сблизилась с итальянцами после авиакатастрофы, когда южноамериканцы организовывали дружеские встречи и занимались фандрайзингом для восстановления команды. 26 мая 1949 г. Ривер прилетел в Турин для участия в благотворительном матче, организованном FIGC, с сильнейшими итальянскими игроками эпохи, выступившими под именем «Туринского символа». В ряде гостевых игр обе команды в качестве дани уважения использовали цвета или эмблемы друг друга. Также существуют дружеские отношения с поклонниками «Манчестер Сити».
Исторически, основным соперником является футбольный клуб «Ювентус», матчи с которым известны как Туринское дерби. Другими принципиальными соперниками Торино являются «Анкона», «Аталанта», «Верона», «Интернационале», «Лацио», «Перуджа», «Пьяченца», «Сампдория» и «Тернана». Дружба «Торино» с «Дженоа» прекратилась после радости лигурийских болельщиков итогу матча 24 мая 2009 года, когда победа «Дженоа» лишила «Торино» последнего шанса избежать Серии B. Состоявшийся 16 декабря 2012 года первый матч обеих команд после возвращения «Торино» в серию А ознаменовался потасовками между их болельщиками.

## Текущий состав
| 1  | Флаг Италии            | Вр  | Лука Джемелло         | 2000 |  |  |  |  |  |
| 32 | Флаг Сербии            | Вр  | Ваня Милинкович-Савич | 1997 |  |  |  |  |  |
| 71 | Флаг Румынии           | Вр  | Михай Попа            | 2000 |  |  |  |  |  |
|    |                        |     |                       |      |  |  |  |  |  |
| 3  | Флаг Нидерландов       | Защ | Перр Схюрс            | 1999 |  |  |  |  |  |
| 4  | Флаг Италии            | Защ | Алессандро Буонджорно | 1999 |  |  |  |  |  |
| 6  | Флаг Чехии             | Защ | Давид Зима            | 2000 |  |  |  |  |  |
| 13 | Флаг Швейцарии         | Защ | Рикардо Родригес      | 1992 |  |  |  |  |  |
| 15 | Флаг Грузии            | Защ | Саба Сазонов          | 2002 |  |  |  |  |  |
| 19 | Флаг Италии            | Защ | Рауль Белланова       | 2000 |  |  |  |  |  |
| 20 | Флаг Австрии           | Защ | Валентино Лазаро      | 1996 |  |  |  |  |  |
| 26 | Флаг Кот-д’Ивуара      | Защ | Коффи Джиджи          | 1992 |  |  |  |  |  |
| 27 | Флаг Республики Косово | Защ | Мергим Войвода        | 1995 |  |  |  |  |  |
| 93 | Флаг Франции           | Защ | Брандон Соппи         | 2002 |  |  |  |  |  |

| 94 | Флаг Франции  | Защ | Анж Коменан Н’Гессан | 2003 |  |  |  |  |  |
|    |               |     |                      |      |  |  |  |  |  |
| 8  | Флаг Сербии   | ПЗ  | Иван Илич            | 2001 |  |  |  |  |  |
| 16 | Флаг Хорватии | ПЗ  | Никола Влашич        | 1997 |  |  |  |  |  |
| 28 | Флаг Италии   | ПЗ  | Самуэле Риччи        | 2001 |  |  |  |  |  |
| 61 | Флаг Камеруна | ПЗ  | Адриен Тамез         | 1994 |  |  |  |  |  |
| 66 | Флаг Литвы    | ПЗ  | Гвидас Гинейтис      | 2004 |  |  |  |  |  |
| 77 | Флаг Польши   | ПЗ  | Кароль Линетты       | 1995 |  |  |  |  |  |
|    |               |     |                      |      |  |  |  |  |  |
| 7  | Флаг Франции  | Нап | Янн Карамо           | 1998 |  |  |  |  |  |
| 9  | Флаг Парагвая | Нап | Антонио Санабрия     | 1996 |  |  |  |  |  |
| 10 | Флаг Сербии   | Нап | Неманя Радонич       | 1996 |  |  |  |  |  |
| 11 | Флаг Италии   | Нап | Пьетро Пеллегри      | 2001 |  |  |  |  |  |
| 23 | Флаг Сенегала | Нап | Демба Сек            | 2001 |  |  |  |  |  |
| 91 | Флаг Колумбии | Нап | Дуван Сапата         | 1991 |  |  |  |  |  |

## Банкротство и возрождение
В 2005 году в клубе разразился финансовый кризис, команда поменяла название на Torino Football Club и изменила логотип.

## Количество сезонов по дивизионам
| Дивизион | Количество сезонов | Дебют   | Последний сезон |
| -------- | ------------------ | ------- | --------------- |
| A        | 97                 | 1906/07 | 2023/24         |
| B        | 12                 | 1959/60 | 2011/12         |

## Стадионы
В данный момент[какой?] клуб выступает на олимпийском стадионе Турина вместимостью 27 128 человек.

## Достижения

### Национальные
- Чемпионат Италии
  - Чемпион (7): 1927/28, 1942/43, 1945/46, 1946/47, 1947/48, 1948/49, 1975/76
  - Вице-чемпион (7): 1907, 1914/15, 1928/29, 1938/39, 1941/42, 1976/77, 1984/85
- Кубок Италии
  - Победитель (5): 1935/36, 1942/43, 1967/68, 1970/71, 1992/93
  - Финалист (8): 1937/38, 1962/63, 1963/64, 1969/70, 1979/80, 1980/81, 1981/82, 1987/88

### Международные
- Кубок УЕФА
  - Финалист: 1991/92
- Кубок Митропы
  - Победитель: 1990/91

## Форма

### Домашняя
| 2011/12 | 2012/13 | 2013/14 | 2014/15 | 2015/16 | 2016/17 | 2017/18 | 2018/19 | 2019/20 | 2020/21 | 2021/22 |
| 2022/23 | 2023/24 | 2024/25 |         |         |         |         |         |         |         |         |

### Гостевая
| 2011/12 | 2012/13 | 2013/14 | 2014/15 | 2015/16 | 2016/17 | 2017/18 | 2018/19 | 2019/20 | 2020/21 | 2021/22 |
| 2022/23 | 2023/24 | 2024/25 |         |         |         |         |         |         |         |         |

### Резервная
| 2011/12 | 2012/13 | 2013/14 | 2014/15 | 2015/16 | 2016/17 | 2017/18 | 2018/19 | 2019/20 | 2020/21 | 2021/22 |
| 2022/23 | 2023/24 | 2024/25 |         |         |         |         |         |         |         |         |

Источники:,